# François Robichon de la Guérinière
François Robichon de La Guérinière (1688–1751) fue un maestro de equitación francés, conocido por sus métodos de doma, y por ser uno de los escritores más influyentes en el arte del "dressage".

## Biografía
De La Guérinière nació el 8 de mayo de 1688 en la localidad francesa de Essay, cerca de Alençon (Normandía), donde pasó la mayor parte de sus primeros años. A pesar de que su hermano Pierre des Brosses de La Guérinière dirigía la Academia de Equitación de Caen (fundada en 1594 por otro maestro francés, Antoine de Pluvinel), la mayor parte de las influencias que recibió procedían de de Vendeuil, otro influyente instructor.
En 1715, de La Guérinière recibió su diploma como écuyer du roi ("escudero encargado del caballo del rey"), y estuvo dirigiendo una academia ecuestre en París durante 15 años, granjeándose una magnífica reputación como instructor y jinete, por lo que fue elegido por el Príncipe Carlos de Lorena ("Grand ècuyer de France") para ser Director de la Sala de Doma del Palacio de las Tullerías en 1730, permaneciendo como Caballerizo de la Cuadra Real con Luis XIV hasta su muerte en 1751.

## Teorías sobre la doma
De La Guérinière es considerado el inventor del paso hípico denominado "espalda adentro", práctica que consideraba el  "alfa y omega de todos los ejercicios";  siendo el primero en describirlo. Su tratado L'École de Cavalerie, ("La Escuela de Caballería"), publicado por partes entre 1729 y 1731 y como trabajo completo en 1733, es un libro importante sobre las técnicas de adiestramiento del caballo, detallando aspectos sobre equitación, tratamiento veterinario, y caballería en general, convirtiéndose en un texto de referencia para las actividades de la Escuela de equitación española de Viena.
De La Guérinière ideó ejercicios para aumentar la flexibilidad y el equilibrio del caballo, con un sistema de aprendizaje progresivo para lograr un objetivo global: un caballo obediente, presto y tranquilo, cuya monta fuera una delicia. De La Guérinière es también considerado el inventor de determinadas formas de paso y de salto equinas.
En su libro, Ecole de Cavallerie (París, 1733), de La Guérinière acentúa la importancia de reducir al máximo las instrucciones y los castigos aplicados al caballo mientras se está montando. Aconseja el uso de la "espalda dentro" en todos los pasos pasos, incluyendo el galope. De La Guérinière señala que el jinete también tiene que estar correctamente asentado para tener una mano suave y ligera, y hace varias referencias a William Cavendish, 1.º Duque de Newcastle.

## Trabajos publicados
- Ecole de Cavallerie: contenant un Recueil ou abregé Methodique des Principes qui regardent la connoissance des Chevaux... [S. l] Mernier 1730[1]
- Ecole de cavalerie contenant l'ostéologie etc. Sieur de La Guérinière, 4e leçon, Paris 1731
- École de cavalerie, contenant la connoissance, l'instruction et la conservation du cheval, avec figures en taille douce, par M. de La Guérinière... Paris: impr. de J. Collombat 1733 Volumen 2 (solo) de la impresión de 1736
- Elémens de cavalerie: Contenant la connoissance du cheval, l'embouchure, la ferrure, la selle, &c. avec un traité du haras, Paris: chez les frères Guerin, 1741
- Manuel de Cavalerie: ou l'on enseigne... la connoissance du Cheval l'embouchure... l'osteologie du cheval, ses maladies, & leurs remedes... La Haye: Chez Jean Van Duren 1742 (same as the above, according to Brunet)[2] Texto completo